# الإخوان (كشمير)
قوة الإخوان، التي يشار إليها شعبياً باسم الإخوان والمعروفة محلياً باسم "النابض"، كانت ميليشيا موالية للحكومة في ولاية جامو وكشمير الهندية، وتتألف من مسلحين كشميريين مستسلمين.

## التأسيس
بحلول عام 1994، سعى قسم من المسلحين الذين شعروا بالتهميش بسبب تفضيل المخابرات الباكستانية لحزب المجاهدين على الجماعات الأخرى إلى طرق بديلة. تم تشكيل الإخوان المسلمين من قبل محمد يوسف باراي، المعروف باسم كوكا باراي، وبحلول أوائل عام 1994، انحازت الجماعة إلى جانب القوات الهندية لمحاربة المسلحين المدعومين من الحكومة الباكستانية. إلى جانب الإخوان، هناك مجموعات أخرى يديرها جاويد أحمد شاه (الذي كان يحظى بدعم مجموعة العمليات الخاصة التابعة لشرطة الولاية) وليقات خان (الذي عمل في منطقة أنانتناغ في كشمير). بحلول نهاية عام 1994، اندمجت المجموعات الثلاث في كيان واحد يعرف بإخوان المسلمين.

## الأنشطة
خاض العديد من مقاتلي الإخوان البارزين انتخابات عام 1996. أسس كوكا باراي حزب جامو وكشمير وفاز بها. انضم جاويد أحمد شاه إلى المؤتمر الوطني.

## حل الحركة
بعد انتخابات مجلس النواب عام 1996، وبسبب كره الجمهور لتكتيكاتهم القاسية والعديد من الحملات الدعائية من قبل المنظمات المؤيدة للانفصال، سرعان ما وجد الإخوان أنفسهم منبوذين من قبل المؤسسة السياسية. جردت الحكومة الهندية الغطاء الرسمي للجماعة المسلحة بعد فترة وجيزة مما أدى إلى ارتفاع كبير في عدد الضحايا. ومن المتوقع أن يكون الإخوان قد فقدوا أكثر من 150 عضوا. وفقًا لتقرير صدر عام 2003 من قبل "ذا هيندو"، ظل ما يقرب من 350 إلى 500 من أعضاء الإخوان في الخدمة الفعلية مع شرطة جامو وكشمير والجيش الهندي وكانوا يتلقون رواتبًا منتظمة.
قُتل مؤسسها كوكا باراي على يد المجاهدين الكشميريين في عام 2003 بينما كان في طريقه لافتتاح مباراة كريكيت في سوناواري، مقاطعة بانديبور في في كشمير، قُتل جاويد أحمد شاه أيضًا قبل شهر على يد كشميريين في فندق جرينواي في سريناغار. لا يزال لياقت خان يعيش في كشمير.